# ヴァンパイア/最期の聖戦
『ヴァンパイア/最期の聖戦』（原題：Vampires）は、1998年にアメリカ合衆国で公開されたホラー映画。PG-12指定。ジョン・スティークリーの『ヴァンパイア・バスターズ』(集英社文庫) をベースにしたアクション・ホラー。
2002年には、続編の『ヴァンパイア/黒の十字架』（原題：Vampires: LOS MUERTOS）が公開された。

## ストーリー
世紀末、ヴァンパイア（吸血鬼）は密かに世界各地で蘇っていた。バチカンに雇われたスレイヤーズ（吸血鬼ハンター）のジャックは、白昼仲間と共にニューメキシコの一軒家を襲い、ヴァンパイアたちを引きずり出し太陽の光で殺す。スレイヤーズは近くの街で勝利に酔いしれるが、その夜、魔鬼・ヴァレックが復讐のためチームを襲った。ジャックとトニーのみが生き残り、娼婦のカトリーナは血を吸われ、やがてヴァンパイアに変わってしまう。

　アルバ枢機卿は、資金援助の継続とひきかえにジャックの元ヘ監視役としてアダム神父を派遣する。ジャックは、ヴァレックが600年生き続ける最初のヴァンパイアで、ヴァンパイアたちが太陽の下で出歩ける力を与えるための十字架を探していることを知った。ジャックらは、ヴァンパイアと意志疎通することができるカトリーナを利用し、ヴァレックの居所をつきとめヴァンパイアとの戦いを繰り広げる。その最中、相棒のトニーがカトリーナに噛まれてしまう。戦いは長引きいつしか日が暮れてしまい、ジャックはヴァレックに捕らえられる。儀式を完結させるための場には、永遠の命を得るため魂を売ったアルバ枢機卿がいた。
儀式を執り行うためには神父の協力が必要不可欠であり、そして永遠の命を得るというアルバ枢機卿とヴァレックの利害が一致したためだった。しかしアダム神父の銃撃によってアルバ枢機卿は死亡。儀式は日が昇る寸前に執り行わなければならず、ジャックが助け出された時には既に日が昇っていた。照りつける太陽の下、ヴァレックとジャックの最期の一騎討ちが行われる。木材でヴァレックを串刺しにし、太陽光を浴びせることでジャックは勝利。相棒のトニーとカトリーナを見逃し、最期の別れを告げた後、ジャックは新たな相棒アダム神父と共にヴァレックの残党を片付けに向かうのだった。

## キャスト
| 役名                 | 俳優                         | 日本語吹替                                                                  | 日本語吹替 |
| 役名                 | 俳優                         | ソフト版                                                                    | テレビ東京版 |
| -------------------- | ---------------------------- | --------------------------------------------------------------------------- | --- |
| ジャック・クロウ     | ジェームズ・ウッズ           | 山路和弘                                                                    | 野沢那智 |
| トニー・モントーヤ   | ダニエル・ボールドウィン     | 山野井仁                                                                    | 玄田哲章 |
| カトリーナ           | シェリル・リー               | 林佳代子                                                                    | 林真里花 |
| 魔鬼ヤン・ヴァレック | トーマス・イアン・グリフィス | 佐古正人                                                                    | 小山力也 |
| アルバ枢機卿         | マクシミリアン・シェル       | 青森伸                                                                      | 家弓家正 |
| アダム・ギトー神父   | ティム・ギニー               | 家中宏                                                                      | 宮本充 |
| カトリン             | マーク・ブーン・ジュニア     |                                                                             | |
| ジョヴァンニ神父     | グレゴリー・シエラ           |                                                                             | |
| デヴィッド・デーヨ   | ケイリー＝ヒロユキ・タガワ   | 岩田安生                                                                    | 後藤哲夫 |
| ナレーター           | レックス・ラング             |                                                                             | |
| その他               | N/A                          | 石井隆夫 岩崎ひろし 遠藤純一 緒方文興 吉岡久仁子 武田佳子 小野未喜 児玉孝子 | 小室正幸 仲野裕 斎藤志郎 辻親八 志村知幸 安達まり 浅井晴美 小池亜紀子 堀江真理子 佐藤晴男 石波義人 楠大典 紗川じゅん |
| 日本語版スタッフ     |                              |                                                                             | |
| 演出                 | 演出                         | 中野洋志                                                                    | 高橋剛 |
| 翻訳                 | 翻訳                         | 原口真由美                                                                  | 鈴木導 |
| 調整                 | 調整                         | 菊池悟史                                                                    | 飯塚秀保 |
| 効果                 | 効果                         |                                                                             | リレーション |
| 担当                 | 担当                         |                                                                             | 吉田啓介 川島誠一 |
| 配給                 | 配給                         |                                                                             | 日本ヘラルド |
| プロデューサー       | プロデューサー               |                                                                             | 久保一郎 渡邉一仁 八田紳作                                                                                           |
| 制作                 | 制作                         | 日本ヘラルド ACクリエイト                                                   | テレビ東京 グロービジョン                                                                                            |
| 初回放送             | 初回放送                     | N/A                                                                         | 2002年9月5日 『木曜洋画劇場』                                                                                        |

## 評価
レビュー・アグリゲーターのRotten Tomatoesでは52件のレビューで支持率は42%、平均点は5.30/10となった。Metacriticでは19件のレビューを基に加重平均値が42/100となった。

## 受賞
- 1999年度サターン賞
  - 最優秀メイクアップ賞（ロバート・カーツマン、グレゴリー・ニコテロ、ハワード・バーガー）
  - 音楽賞（ジョン・カーペンター）
  - 主演男優賞（ジェームズ・ウッズ）